# Distichopora providentiae
Distichopora providentiae är en nässeldjursart som först beskrevs av Sydney John Hickson och J.L. England 1909.  Distichopora providentiae ingår i släktet Distichopora och familjen Stylasteridae.
Artens utbredningsområde är Indiska oceanen. Inga underarter finns listade i Catalogue of Life.